# Tanja Traxler
Tanja Traxler (* 12. September 1985 in Wien) ist eine österreichische Wissenschaftsjournalistin und Autorin.

## Leben
Tanja Traxler wuchs im niederösterreichischen Waldviertel auf und maturierte im Jahr 2004 mit Auszeichnung am Bundesgymnasium und Bundesrealgymnasium Waidhofen an der Thaya. Sie studierte Physik an der Universität Wien und schloss ihr Studium mit einer Arbeit im Bereich der theoretischen Quantenphysik ab. Danach absolvierte sie Forschungsaufenthalte an der University of California in Santa Cruz und an der Universität Twente in Enschede in den Niederlanden. Ihre journalistische Arbeit begann sie bei der Tageszeitung Der Standard mit dem „SchülerStandard“, ab 2005 war sie für den „UniStandard“ tätig. Von 2009 bis 2019 koordinierte sie den UniStandard, seit 2015 ist sie Wissenschaftsredakteurin bei der Tageszeitung „Der Standard“. Im Jahr 2021 übernahm sie beim „Standard“ die Leitung des Wissenschafts-Ressorts.
Von 2010 bis 2021 war sie Lektorin an der Universität Wien. Seit 2022 ist sie Lektorin an der Universität für angewandte Kunst Wien.
2019 wurde ihr gemeinsam mit David Rennert verfasstes, im Residenz Verlag erschienenes Buch „Lise Meitner. Pionierin des Atomzeitalters“ vom Bundesministerium für Bildung, Wissenschaft und Forschung zum Wissenschaftsbuch des Jahres in der Kategorie „Naturwissenschaft/Technik“ gekürt.
Tanja Traxler schreibt auch Gedichte und Kurzgeschichten. Seit 2007 absolvierte sie eine Reihe von Lesungen und Performances in der Alten Schmiede (Wien), in der „Kunstfabrik“ (Groß-Siegharts) und im „Salon XV“ (Wien).

## Auszeichnungen und Ehrungen
- 2018: Österreichischer Förderungspreis für Wissenschaftspublizistik[6]
- 2019: mit David Rennert: Wissenschaftsbuch des Jahres in der Kategorie „Naturwissenschaft/Technik“ (für Lise Meitner. Pionierin des Atomzeitalters)
- 2021: Österreichischer Umweltjournalismus-Preis[7]
- 2022: Kardinal-Innitzer-Preis (Würdigungspreis für Wissenschaftspublizistik)
- 2024: Staatspreis für Wissenschaftspublizistik[8]

## Schriften (Auswahl)
- Decoherence and Entanglement of two qubit systems. Universität Wien, Diplomarbeit, Wien 2011.
- mit David Rennert: Lise Meitner. Pionierin des Atomzeitalters. Residenz Verlag, Salzburg und Wien 2018, ISBN 978-3-7017-3460-3.
- mit Nuno Maulide: Die Chemie stimmt! Eine Reise durch die Welt der Moleküle. Residenz Verlag, Salzburg und Wien 2020, ISBN 978-3-7017-4636-1.